# Волон (Долина Аосте)
Волон је насеље у Италији у округу Долина Аосте, региону Долина Аосте.
Према процени из 2011. у насељу је живело 114 становника. Насеље се налази на надморској висини од 1301 м.